# Atherosclerosis
Atherosclerosis est une revue scientifique mensuelle à comité de lecture créée en 1970 et publiée par Elsevier. Il s'agit du journal officiel de la Société européenne de l'athérosclérose ; la revue est affiliée à la Société internationale de l'athérosclérose.
Atherosclerosis rassemble, de toutes sources, des articles consacrés aux recherches au sujet de l'athérosclérose, de ses facteurs de risque et de ses manifestations cliniques. Atherosclerosis couvre les approches de recherche fondamentale et translationnelle, clinique et démographique sur la biologie et les maladies artérielles et vasculaires, ainsi que leurs facteurs de risque, notamment : les perturbations du métabolisme des lipides et des lipoprotéines, le diabète et l'hypertension, la thrombose et l'inflammation. La revue peut publier des articles originaux ou des articles de synthèse traitant de la pathogenèse, des bases environnementales, génétiques et épigénétiques, du diagnostic ou du traitement de l'athérosclérose et des maladies associées ainsi que de leurs facteurs de risque.
Le rédacteur en chef en est Arnold von Eckardstein. Selon le Journal Citation Reports, la revue a, en 2021, un facteur d'impact de 6,847.

## Portée
La revue couvre tous les aspects de l'athérosclérose et des maladies associées,.

## Résumé et indexation
Cette revue est résumée et indexée dans,, :
- Chemical Abstracts Service – CASSI
- BIOSIS Previews
- Chemical Abstracts
- Current Contents/Clinical Medicine
- Current Contents/Life Sciences
- EMBASE/Excerpta Medica
- Elsevier BIOBASE
- MEDLINE
- PASCAL
- FRANCIS
- Science Citation Index
- Scopus